# Zoran Polič
Zoran Polič (partizansko/ilegalno ime Marko Skalar) slovenski pravnik, partizan, prvoborec, politik, * 20. december 1912, Lenart v Slovenskih Goricah, † 12. junij 1997, Ljubljana.
Diplomiral je leta 1937 na Pravni fakulteti v Ljubljani, kjer je bil mdr. predsednik društva študentov PF, nato je bil do leta 1941 sodni pripravnik na sodiščih in pri državnem pravobranilstvu. Član Sokola je postal že leta 1919, kasneje je bil mdr. je bil načelnik Sokola I Tabor in podnačelnik ljubljanske sokolske župe. Deloval je tudi v študentskem gibanju in v levem krilu Sokola, ki se je povezalo s komunisti v Društvu prijateljev Sovjetske zveze (1940). Od leta 1941 je sodeloval v NOB, bil je član vodstva sokolske skupine v OF, 1942 poverjenik za finance na osvobojenem ozemlju, nato spet na ilegalnem delu v Ljubljani. 1943 je bil kooptiran za člana izvršnega odbora OF, nato je postal še član Predsestva SNOS, načelnik sodnega oddelka glavnega štaba NOV in POS, organizator upravno politične šole IO OF, sodeloval je na zboru odposlancev slovenskega naroda v Kočevju in na 2. zasedanju AVNOJ-a. Po vojni je bil od 1945 do 1955 član slovenske vlade (do 1946 notranji minister, nato minister za finance), republiški in od 1946 zvezni poslanec, do 1960 podsekretar za finance v zvezni vladi, do leta 1965 član Zveznega izvršnega sveta, v letih 1969-74 med drugim predsednik zveznega skupščinskega odbora za družbenoekonomske odnose, 1974-82 (skupaj 8 let ali dva mandata) predsednik Zbora republik in pokrajin Zvezne skupščine, 1982-86 član Predsedstva SR Slovenije. Od 1959 je bil član CK ZKS in podpredsednik Zveze združenj borcev Jugoslavije ter član vodstev oz. predsedstev SZDL Slovenije (do razpustitve 1990) in Jugoslavije. Deloval je tudi na športnem področju, med drugim kot predsednik slovenske (1946-55) in podpredsednik jugoslovanske Fizkulturne zveze (od 1952 Telesnovzgojno društvo Partizan - TD Partizan društvo, ki je po vojni zamenjalo Sokol) ter predsednik Jugoslovanskega olimpijskega komiteja (1964-73). Bil je eden najdlje neprekinjeno službujočih slovenskih političnih funkcionarjev v Beogradu (na vodilnih, čeprav sekundarnih funkcijah, in sicer med leti 1955-82, to je skupaj 27 let), med nekdanjimi /prvotno/ nekomunističnimi člani IO OF in predsedstva SNOS pa je imel z izjemo Marijana Breclja (delno tudi "nepoklicnega politika" Josipa Vidmarja) najuspešnejšo in najdaljšo politično kariero. Pisal je o politiki, upravi, gospodarstvu in telesni kulturi ter izdal brošuro Vloga sokolske organizacije v zgodovini slovenskega naroda (1952). Prejel je Bloudkovo nagrado, bil je mdr. nosilec partizanske spomenice 1941 in rezervni polkovnik JLA. V 80. letih je bil med najbolj zagrizenimi branilci obstoječega režima pred vsemi demokratičnimi pobudami za njegovo spremembo, to stališče je dolgovezno in slabo argumentirano razlagal v različnih časopisih, zlasti beograjskih.    
12. junija 1945 kot notranji minister izdal odlok o uničenju  medvojnih domobranskih grobišč in grobov (Boris Mlakar, Domobranska prisega, str. 521., ki se glasi: 
"Okupator je svoj poizkus padjarmljenja in iztrebljenja našega naroda plačal z velikim številom mrtvih. Svoje mrtvece je prenašal v mesta /središča svojih postojank/ in jih tam pokopaval z velikimi častmi ob sodelovanju domačih izdajalcev. Tako so v bližini vseh naših mest nastala številna skrbno urejena okupatorjeva pokopališča. Tako je postopal okupator, ker nas je hotel popolnoma uničiti in ker ni poznal nobenega usmiljenja z nami. Naša naloga je danes, da čim preje zacelimo težke rane preteklosti, da čim preje odstranimo vse, kar spominja na fašistično okupacijo v naši deželi in da predvsem čim preje odstranimo sledove okupatorskih zločincev in domačih izdajalcev. Zato je izdalo zvezno ministrstvo za notranja zadeva 18.V.1945 nalog po katerem morajo NOO ukreniti vse potrebno, da se takoj odstranijo /zravnajo z zemljo/ vsa pokopališča kakor tudi posamezni grobovi okupatorjev in domačih izdajalcev in tako izbriše vsaka sled za njimi. Partizanskim grobovom pa morajo posvetiti NOO odbori vso potrebno skrb in nego, da bodo resnično postali spomeniki hvaležnosti našim največjim junakom. NOO morajo ljudstvu razložiti zakaj moramo odstraniti grobove okupatorja in domačih izdajalcev. Obvestite nas, kaj ste ukrenili glede odstranitve grobov in kakšen odmev ima odstranitev pri ljudstvu. Smrt fašizmu - svobodo narodu." 
MINISTRSTVO ZA NOTRANJE ZADEVE Minister Zoran Polič lr. Štev. 334/45 Dne, 12.junija 1945.

## Odlikovanja
- red ljudske osvoboditve
- red bratstva in enotnosti I. stopnje
- red zaslug za ljudstvo I. stopnje
- partizanski križ 1939-45 (Poljska)
- partizanska spomenica 1941